# Goli otok
Goli (još i Goli otok) je otočić u Velebitskom kanalu, u Jadranskom moru. Administrativno pripada općini Loparu u Primorsko-goranskoj županiji. Površina otoka je 4,54 km2, duljina obalne crte 14,3 km, a visina 227 metara.

## Zemljopis
| Krk Prvić Sv. Grgur Goli otok Rab |

Smješten je između sjeveroistočnog dijela otoka Raba i kopnene obale u sjevernom dijelu Velebitskog kanala, zapadno od njega je otok Sveti Grgur i sjevernije otok Prvić. Od kopna je udaljen oko 6 km, a od otoka Raba 5 km. Uz jugozapadnu obalu otoka se nalazi ruševno i napušteno naselje Maslinje.
Jugozapadne obale Gologa su niske i pristupačne s uvalama Senjska i Tatinja, pa su prikladne za kupanje. Sjeverne i istočne obale otoka su visoke, strme i klisuraste, a pod istočnom obalom su strma klisurasta dna s najvećim dubinama do -103 m. Najzapadniji je stjenoviti rt Sajalo, a najjužniji je niski rt Blažna i uz njega otoćić Mali Goli s velikim naseljem galeba. Na sjeveroistoku, nad visokim klisurastim rtom Markonj je najviši otočni vrh Glava, 223 m.
Najveći dio tog otoka su goli kameniti obronci s oskudnom travom, a samo duž zapadne obale su zapušteni parkovi borova i kineskog pitospora, koje su na tom golom kršu prisilno sadili bivši logoraši. Goli otok je uglavnom neplodan i danas nema stalnih stanovnika, osim stada ovaca.

## Povijest
U proteklim stoljećima je Goli otok uglavnom služio za ispašu ovaca, pa je ranije na njemu postojalo samo nekoliko sezonskih pastirskih stanova i cisterne za kišnicu.
Nakon sukoba Tita i Staljina 1948. godine jugoslavenske vlasti osnovale su politički logor Goli otok, u koji se zatvorenike uglavnom slalo administrativnim odlukama, bez ikakvog suđenja: navodi se da je o osnivanju odlučio osobno Josip Broz Tito, na prijedlog Steve Krajačića.
Sve do Prvog svjetskog rata na Golom otoku nije bilo naselja, kada je Austro-Ugarska tu napravila logor za ruske zarobljenike s istočnog bojišta.
Poslije Drugoga svjetskog rata za vrijeme socijalističke Jugoslavije prva skupina kažnjenika došla je na Goli otok, točnije, bila izbačena iz broda na stijene, 9. srpnja 1949., ukupno oko 1200 ljudi. i označila je početak osnivanja Gologa otoka kao strogog zatvora (robije), gdje su isključivo bili zatvarani politički zatvorenici.
Ovaj zatvor je bio u rukama federalne vlade sve do 1956., kada prelazi u nadležnost SR Hrvatske. Dok je bio u nadležnosti SR Hrvatske, u zatvor na Golom otoku su uglavnom smještani politički zatvorenici, no poslije su bile zatvarane osobe koje su počinile kriminalna djela (krađe, ubojstva...), a ponekad su bili zatvarani i maloljetni delikventi. Protivno čestim predodžbama, na Golome nisu robijali samo komunisti - pristaše Informbiroa, nego i drugi politički zatvorenici (hrvatski, albanski, makedonski i dr. antikomunisti i nacionalisti).
Zatvorenici su bili prisiljeni na teški fizički rad u kamenolomu i rudnicima boksita, bez obzira na vremenske prilike: ljeti pri visokim temperaturama kao i zimi na hladnoj buri. Čuvari su redovito premlaćivali i maltretirali zatvorenike.
Zatvor je prestao s radom 1988., a godinu poslije, 1989., potpuno je napušten i danas je dijelom u ruševinama.
Goli otok danas posjećuju turisti, te ribari i pastiri s otoka Raba koji tu preko ljeta dovezu ovce na ispašu.

## Galerija
- Bivša upravna zgrada snimljena 1991. godine
- Zatvorski kompleks na otoku

## Vanjske poveznice
- Udruga Goli otok 'Ante Zemljar'
- Goli Otok.com (njem.) i (engl.)
- Pogled s Velebita, Goli otok je u središnjem dijelu u prvom planu